# 東輿図
『東輿図』（とうよず）は23糾でなっている朝鮮古地図の中で、最も緻密な地図である。2002年12月、韓国の宝物第1358号に指定された。この地図は金正浩が『大東輿地図』を版刻するのに先立ち製作した先行地図と考えられている。製作時期は1856年から1861年の間であり、形態は横80里、縦120里をひとつの方眼にして作られた。ソウル歴史博物館が所蔵している。

## 『東輿図』の製作者
『東輿図』はその製作者が誰なのかいくつかの説が提起されているが、最近に至り、金正浩の作品と推定されるようになった。その根拠は以下の通り。
まず、『東輿図志』第2冊序文で、金正浩が地図と地誌を作り、これを『東輿図志』と表現したことによる。これを基に地誌は『東輿図志』、地図は『東輿図』と推定することができる。『大東輿地図』は刊記があり、金正浩の作品であることが確実であるが、『東輿図』には刊記がなく、確実ではない。ただ、ふたつの地図が全て23糾となっていて、毎糾に収録された地図の形態や内容がほとんど一致する。また、注記名が『東輿図』は18,736個であるのに対し、『大東輿地図』では13,188余個に減っているのだが、これは大部分が重要性がなくなった事項で、木刻の難しさを考慮して減らしたのではと思われる。
2番目に、申櫶は『大東輿地図』序文で「金百源に委嘱して『東輿図』を作らせた」と言及しているのだが、百源は金正浩の字である。
3番目に、『東輿図』と『大東輿地図』に載せられている地図標が独特であり、たいへんよく似ていることが挙げられる。

## 画像

東地図
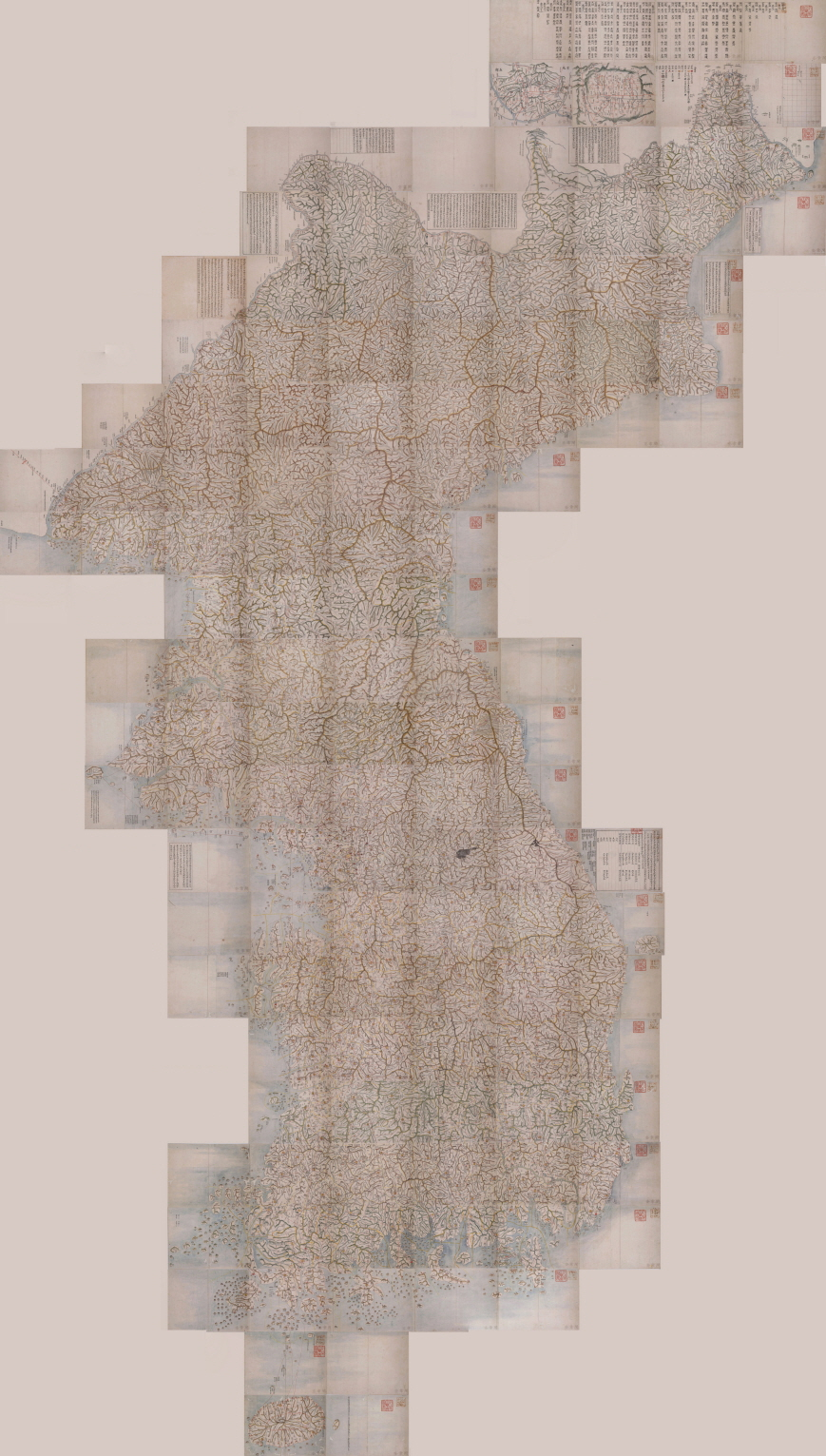
金正浩原図と考えられる『東輿図』（19世紀）